# Бахио
Бахио (на испански: El Bajio) e обширна котловина в Мексико, в щатите Гуанахуато и Халиско, разположена в южната част на Мексиканската планинска земя, между планинските вериги Западна Сиера Мадре на североизток и Напречната Вулканична Сиера на юг. На запад преминава в обширната равнина Гуадалахара. Отводнява се от река Лерма и десния ѝ приток Рио Турбьо. Преобладаващите височини са между 1000 и 2000 m. Климатът е мек, планински, тропичен. Средната декемврийска температура е около 12°С, а средната майска – 18°С. Годишната сума на валежите е около 550 mm/m², с ясно изразен сух сезон от октомври до май. Почвите са плодородни. Котловината е един от основните селскостопански райони на Централно Мексико, като тук се отглеждат пшеница, царевица, плодове. Главен град на района е Леон.